# 下宫镇
下宫镇是福州市连江县下辖的一个镇，位于黄岐半岛北部、罗源湾南岸，面积27平方公里。下辖9个行政村。镇政府驻地在下宫村。

## 行政区划
下宫镇下辖9个行政村：
上宫村、大洋村、厦一村、松皋村、江湾村、初芦村、可门村、新辉村和下宫村。